# 日本無線
日本無線株式会社（にほんむせん、英: Japan Radio Co., Ltd.、略称：JRC）は、東京都中野区に本社を置く、老舗の大手通信メーカー（日本最大手の無線通信メーカー）である。
日清紡ホールディングスの中核であるエレクトロニクス部門に属しており、産業用および公共用無線通信システムなどを製造・販売しており、主要営業品目は、通信機器・海上機器・システム機器に大別される。

## 沿革
1915年に木村駿吉らが匿名組合として創業した。1920年に日本無線電信電話として株式会社となり、その後大倉財閥並びに日本電力傘下となった。主に無線通信機器製造で軍需部門を一手に引き受け、中島飛行機や日立・日産グループ（日産コンツェルン）などと並び称される日電財閥の有力企業だった。
戦後は財閥解体のあおりで、東京都の日本無線のほか、長野県の長野工場は長野日本無線、上田工場は上田日本無線、諏訪工場は諏訪日本無線として独立した。長野日本無線と上田日本無線はかつては持分法適用関連会社であったが、2016年3月に完全子会社化した。諏訪日本無線は現存しない。
戦後の荒廃のなか、軍事技術の民間への転用を推進した。当時、日本経済団体連合会会長でもあった櫻田武が率いる日清紡績（現・日清紡ホールディングス）の支援を受けて、企業としての建て直しを図る。同時期に、技術部長をしていた中島茂博士のリーダーシップのもとで、超音波診断装置を初めて開発したのも同社であり、妊婦の胎内を診るエコー装置に使われている。医療機器部門は後にアロカ（後の日立アロカメディカル）として独立した。

## 特徴
電波や音に関しての技術を有する無線機器・情報機器総合製造業。
無線通信機器として、GPS受信機、無線LAN、基幹系無線通信装置、超高速無線通信装置ワイヤレスファイバーや、船舶に搭載する海上無線通信機器、海難救助用発信機イーパブ、魚群探知機、船舶レーダー、衛星通信装置インマルサットを製造している。
ドップラーソナーやシステム機器として、都道府県防災行政無線、地震情報システム、空港監視レーダ、ホール／会議音響システムなどがある。船舶用の衛星通信装置インマルサットでは、世界シェアトップである。

## 携帯電話事業
1985年頃から2002年頃にかけて、NTTおよび事業譲渡したNTTドコモ向けに自動車電話や携帯電話端末を供給していた。メーカー記号は会社の略称の「JRC」より「R」を使用していた。事業初期より参入し、アルファベット1文字のメーカー記号及びムーバを名乗る事が出来る特権を得ていた。2001年に発売されたR691i GEOFREEは、ドコモ初の防水性能端末である。また、セルラー・IDO（現在のau）向けにも、1996年に端末を供給している。現在は携帯電話端末事業からは撤退している。撤退理由には、総計3万台程度しか本体が売れなかったためにドコモと折り合いがつかなかったからと言われている。
また、携帯電話基地局用として移動体通信用アンプ、かつての高性能アナログ電話基地局用、現在の超低ノイズのデジタル電話基地局用をリリースしている。
PHSでも端末を供給し、アステルグループ向けに事業開始の1995年より、端末を供給していた。アステルグループの事業縮小に伴い、唯一のドットi対応機であるAJ-51を最後に、供給を終了している。2003年のAH-J3001V・AH-J3002V（AirH"Phone）より、DDIポケット（後のウィルコム→イー・アクセス→ワイモバイル→ソフトバンクモバイル→ソフトバンク）端末を供給開始、現在はソフトバンクのY!mobileブランド向けのみ供給している。PHSのメーカー記号は、略称頭文字2文字の「JR」である（以前は、「J」）。折りたたみ式端末全盛の現在にあって、折りたたみ式端末をAH-J3001VとAH-J3002Vの2種類しか製造したことのない希有なメーカーでもある。
ウィルコム向け自社端末全機種に対応した、電話帳バックアップソフト「電話帳コピーツール」を提供していた。

### 供給した端末

#### NTTドコモ
- ショルダーホン100形
  - 1985年9月18日発売、幅220mm×高さ190mm×奥行き55mm、3000g
- ムーバR（TZ-804）
  - 1993年4月発売、幅45mm×高さ162mm×奥行き24mm、240g
- ムーバRII前期型（TZ-805）
  - 1994年4月発売、幅42mm×高さ161mm×奥行き27mm、240g
- ムーバRII後期型（TZ-805）
  - 199?年?月発売、幅42mm×高さ161mm×奥行き29mm、270g
- R101 HYPER
  - 1996年9月発売、幅41mm×高さ145mm×奥行き25mm、140g
- R203 HYPER
  - 1997年8月発売、幅41mm×高さ145mm×奥行き25mm、125g
- R206 HYPER
  - 1998年7月17日発売、幅41mm×高さ125mm×奥行き22mm、87g
- R207 HYPER
  - 1999年1月14日発売、幅41mm×高さ125mm×奥行き20mm、77g
- R208 HYPER
  - 1999年11月12日発売、幅39mm×高さ123mm×奥行き17mm、68g
- R209i HYPER
  - 2000年10月20日発売、幅39mm×高さ123mm×奥行き15mm、63g
- R691i GEOFREE
  - 2001年2月23日発売、幅48mm×高さ130mm×奥行き20mm、99g
- R211i
  - 2002年3月14日発売、幅42mm×高さ129mm×奥行き18mm、77g
- R692i GEOFREEII
  - 2002年8月5日発売、幅52mm×高さ135mm×奥行き23mm、120g

#### au
- T213
  - 1996年2月1日発売、幅52mm×高さ125mm×奥行き26mm、165g

#### アステル
- A111
  - 1995年10月発売、幅43mm×高さ115mm×奥行き25mm、120g
- A112
  - 1996年5月発売、幅43mm×高さ115mm×奥行き25mm、125g
- A211
  - 1996年12月発売、幅40mm×高さ115mm×奥行き23mm、97g
- AJ-05
  - 1997年7月発売、幅44mm×高さ95mm×奥行き19.4mm、77g
- AJ-15
  - 1997年11月14日発売、幅44mm×高さ95mm×奥行き19.4mm、77g
- AJ-25
  - 1998年10月6日発売、幅44mm×高さ95mm×奥行き15.9mm、66.5g
- AJ-32
  - 1999年7月17日発売、幅41mm×高さ122mm×奥行き15.9mm、70g
- AJ-33
  - 2000年2月11日発売、幅41mm×高さ122mm×奥行き15.9mm、70g
- AJ-35
  - 2000年4月13日発売、幅41mm×高さ122mm×奥行き15.9mm、74g
- AJ-51
  - 2000年12月15日発売、幅43mm×高さ129mm×奥行き16.5mm、76g

#### ウィルコム
- AH-J3001V

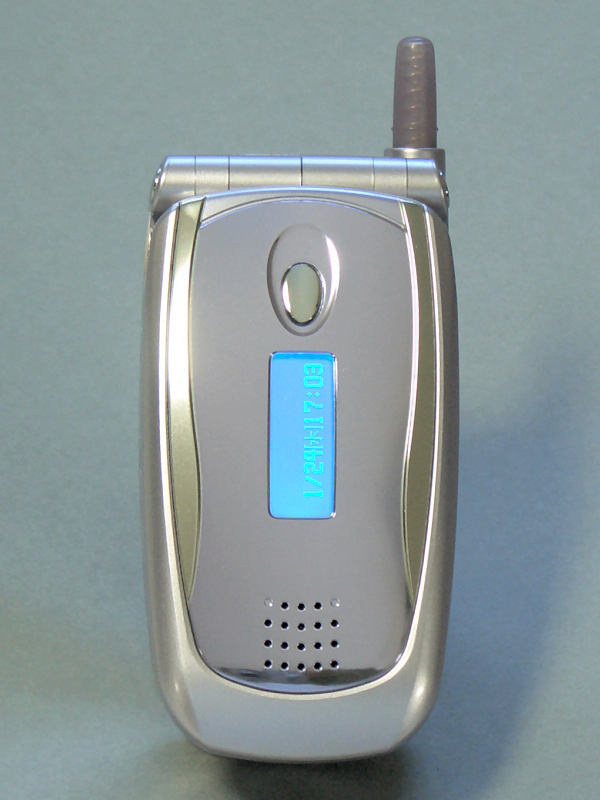
AH-J3002V

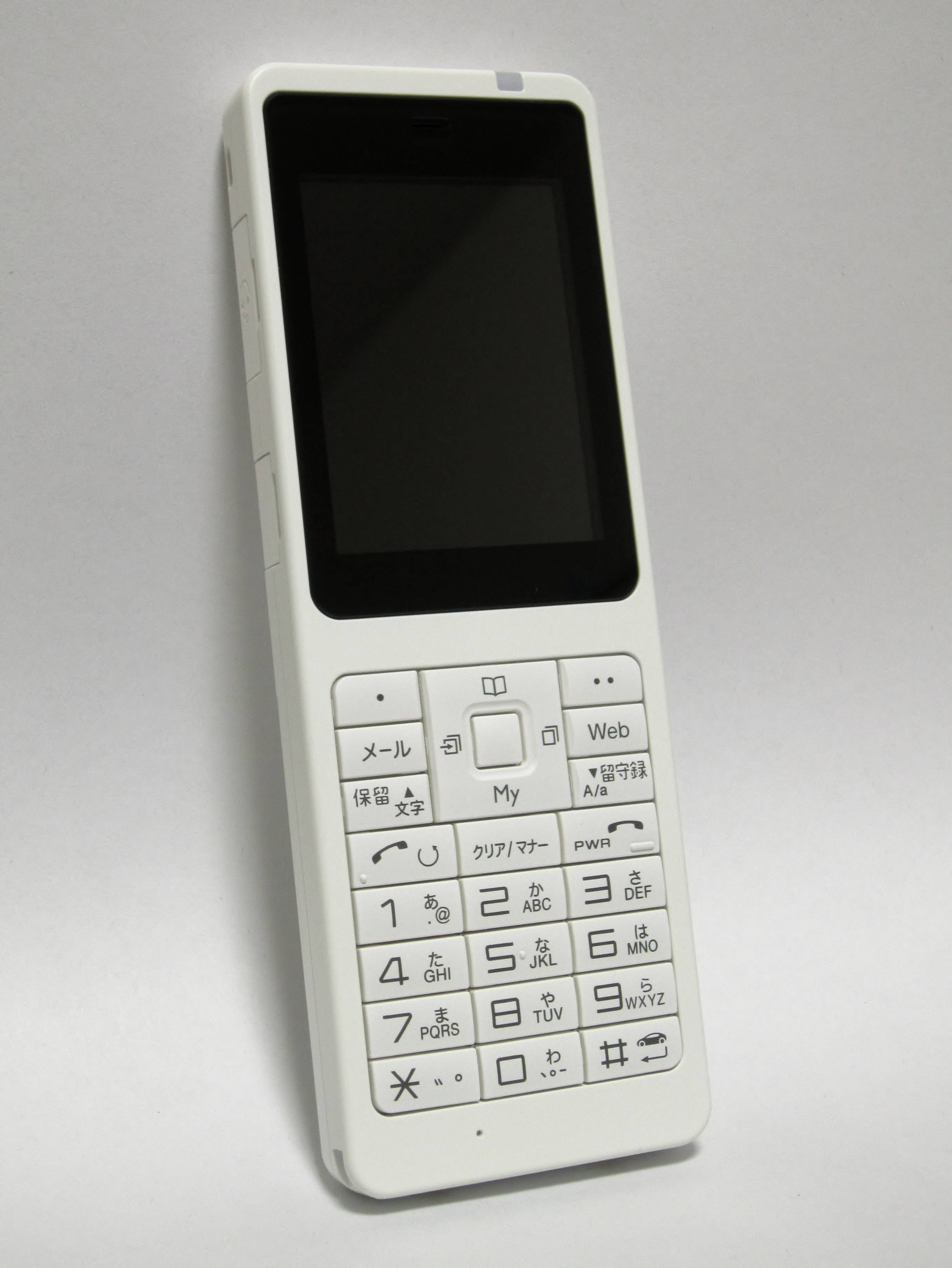
WX330J-Z E

  - 2003年4月1日発売、幅49mm×高さ94.5mm×奥行き24.5mm、93g
- AH-J3002V
  - 2003年4月1日発売、幅49mm×高さ94.5mm×奥行き24.5mm、96g
- AH-J3003S
  - 2004年7月15日発売、幅44mm×高さ129mm×奥行き16.5mm、79g
- WX310J
  - 2006年1月18日発売、幅53mm×高さ119mm×奥行き16.5mm、113g
- WX220J
  - 2007年1月25日発売、幅44mm×高さ129mm×奥行き16mm、79g
- WX321J
  - 2007年2月15日発売、幅51mm×高さ120mm×奥行き16mm、120g
- WX330J
  - 2008年11月13日発売、幅44mm×高さ125mm×奥行き11.5、94g
- WX330J E
  - 2009年10月16日発売、幅43mm×高さ122mm×奥行き11.3、80g
- WX330J-Z
  - 発売日不明、幅44mm×高さ125mm×奥行き11.5、94g
- WX330J-Z E
  - 2009年10月16日発売、幅43mm×高さ122mm×奥行き11.3、80g
- WX01J
  - 2012年3月23日発売、幅43mm×高さ128mm×奥行き14、90g
- WX01JR
  - 発売日不明、幅43mm×高さ128mm×奥行き14、90g

#### ワイモバイル→ソフトバンクY!mobileブランド
- 301JR
  - 2014年8月1日発売、幅44mm×高さ135mm×奥行き12.8、94g

## 主な商品
- MCA無線電話装置
- 業務用無線電話装置
- 簡易無線電話装置
- 放送事業者向連絡用広域無線通信装置
- テレビ/ラジオ放送装置
- コミュニティ放送装置
- 海事衛星船舶地球局装置
- 商船用無線電話装置
- 漁船用無線電話装置
- 連絡用無線システム
- 連絡用無線遠隔制御通話システム
- 非常用位置指示無線標識装置
- ドライビングシミュレータ
- レーダー
- アメダス
- 携帯電話端末（過去の実績）、基地局装置
- PHS端末（構内PHS用残）
- ETC車載器（主に現在は二輪車用）
- GPS受信機、受信機モジュール
- 無線LAN（主に法人向け）
- インフラ機器用ネットワーク設備
- 移動体通信機器用測定器

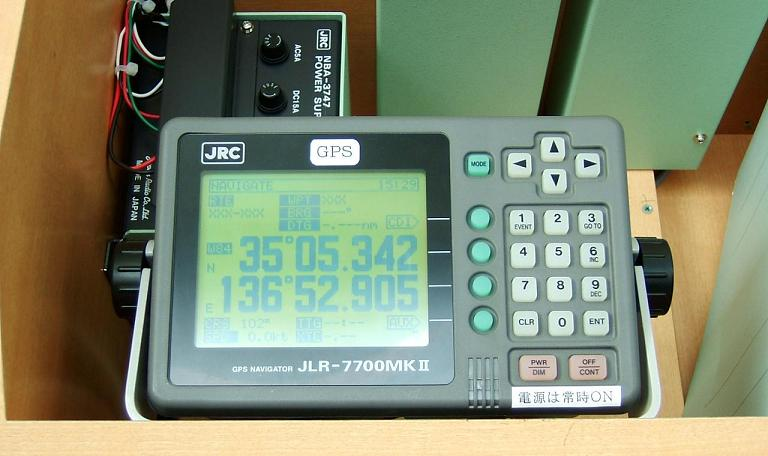
製品（GPS受信機）

- 音響設備（ホール・ホテル宴会場・会議場拡声設備） - ホール音響設備メーカーの老舗。
  - 皇室が初めて導入したステレオ設備はJRC製である。
- コラム型スピーカー（トーンゾイレ：ラインアレイスピーカーのはしり）
- 同時通訳装置（国産では最大の納入実績を誇る）
- ダム制御設備（ダムコン）
- 防災情報システム（砂防・火山・河川テレメータシステム）
- トンネル内ラジオ再放送システム（ラジ再）
- アマチュア無線用機器、リニアアンプ（2007年12月20日で販売終了）

## 関連会社
- 長野日本無線株式会社
- 上田日本無線株式会社
- 日清紡マイクロデバイス (旧・新日本無線)
- ジェイ・アール・シー特機株式会社
- 日本無線硝子株式会社
- JRCシステムサービス株式会社
- ジェイ・アール・シー エンジニアリング株式会社
- JRCマリンフォネット株式会社